# Santa Rita (fornlämning)
Santa Rita är en fornlämning i Belize.   Den ligger i distriktet Corozal, i den norra delen av landet, 130 km norr om huvudstaden Belmopan. Santa Rita ligger 12 meter över havet.
Terrängen runt Santa Rita är mycket platt. Havet är nära Santa Rita åt sydost. Närmaste större samhälle är Corozal, 1,1 km öster om Santa Rita.